# Castlevania: Circle of the Moon
Castlevania: Circle of the Moon, sorti en Europe simplement sous le nom Castlevania et au Japon sous le nom Akumajo Dracula: Circle of the Moon (悪魔城ドラキュラ Circle of the Moon, Akumajō Dorakyura: Sākuru obu za Mūn), est un jeu vidéo de type metroidvania développé et édité par Konami, sorti en 2001 sur Game Boy Advance. Il est le premier épisode de la série Castlevania sur Game Boy Advance et fait partie des jeux de lancement de la console. Connaissant un grand succès (un million d'exemplaires vendus moins d'un mois après sortie américaine et européenne), il est suivi par deux autres épisodes du même genre sur Game Boy Advance, Harmony of Dissonance en 2002 et Aria of Sorrow en 2003.
Circle of the Moon se situe chronologiquement entre Symphony of the Night et Castlevania: Legacy of Darkness, mais ne fait plus partie de la chronologie officielle de la série.

## Scénario
En 1820, trois chasseurs de vampires, Morris Baldwin et les parents du héros, Nathan Graves, scellent le comte Dracula, un vampire immortel qui se réveille normalement tous les cent ans. Malheureusement, les parents de Nathan périssent lors du combat, et Morris décide d'adopter leur fils. Il entraîne alors Nathan ainsi que son propre fils Hugh pour devenir chasseur de vampires. Bien que Hugh soit plus doué que Nathan, Morris choisit Nathan comme son successeur et lui remet son fouet magique, au grand dam de Hugh.
En 1830, le comte Dracula est réveillé par le démon Camilla, mais ils sont interrompus par Morris Baldwin et ses deux disciples. Dracula détruit le sol de la salle, faisant tomber les deux disciples dans les douves du château, et capture Morris, souhaitant utiliser son âme pour récupérer tous ses pouvoirs à la prochaine pleine Lune. Pendant ce temps, Hugh refuse de s'associer à Nathan pour sauver son père, pour pouvoir prouver qu'il est le plus fort. Nathan parcourt alors le château de Dracula seul, et Hugh se met à le détester de plus en plus en se rendant compte que Nathan se débrouille mieux que lui. Après avoir vaincu Camilla, Nathan croise de nouveau Hugh, maintenant contrôlé par Dracula, qui l'attaque. Nathan le vainc, Hugh comprend alors son erreur et pourquoi son père lui a préféré Nathan. Nathan affronte ensuite Dracula pendant que Hugh délivre son père, et réussit à le vaincre. Après leur victoire, Nathan, Morris et Hugh se réunissent devant le château en ruines, et ce dernier décide de reprendre son entraînement de chasseur de vampires avec son père.

## Système de jeu
Castlevania: Circle of the Moon reprend le principe de jeu de Castlevania: Symphony of the Night, en incluant des éléments jeu de rôle et d’exploration du château. Malgré la liberté d'action, la progression du jeu reste assez guidée, de nombreuses zones nécessitent un objet ou pouvoir particulier (double-saut, rebond sur les murs, force décuplée, grand saut...) pour être visitées, qui sont en général obtenus en vainquant des boss.
Le jeu propose du contenu au-delà de la fin du jeu. Une zone appelée l'arène de combat, où il faut enchaîner dix-sept salles remplies d'ennemis sans pouvoir utiliser de magie, est disponible, et permet d'obtenir les meilleurs objets du jeu. En battant le dernier boss, il est possible de recommencer le jeu dans 4 modes différents. Un mode magicien, où le héros est faible physiquement mais commence avec toutes les cartes de magie et possède une grande puissance magique, une mode guerrier, où le héros est fort physiquement mais faible en magie, un mode tireur où Nathan est spécialisé dans l'arme secondaire, et enfin, un mode voleur, où il est très facile d'obtenir des objets de la part des ennemis, au détriment de toutes les autres caractéristiques.

### Dual Setup System
Il s’agit de la principale nouveauté dans le gameplay de la série. Le Dual Setup System ou DSS consiste à combiner deux types de cartes (action et attribut) trouvées dans le jeu pour en utiliser leurs pouvoirs magiques. Il y en a dix de chaque sorte, donc vingt au total. Chaque carte ne peut être obtenue qu’après avoir tué un type d'ennemi particulier et leur obtention n’est pas systématique.
Les DSS action symbolisent des dieux issus de la mythologie romaine : Mercure, Vénus, Jupiter, Mars, Diane, Apollon, Neptune, Saturne, Uranus et Pluton. Ces DSS action influencent sur la forme du pouvoir associé (arme, caractéristique...).
Les DSS attribut symbolisent quant à eux des créatures mythiques : la salamandre, le serpent, la mandragore, le golem, la cocatrix, la manticore, le griffon, l’oiseau-tonnerre, la licorne et enfin le chien noir. Ces DSS attribut influencent sur la nature du pouvoir associé (feu, glace...).
Toutes les combinaisons actives de DSS consomment un certain nombre de points de magie soit de façon permanente, soit à l’activation du pouvoir soit lors d’une attaque.

## Accueil
Un mois après sa sortie européenne, Konami annonce avoir vendu un million d'exemplaires de Castlevania: Circle of the Moon, 500 000 au Japon, 300 000 aux États-Unis et 200 000 en Europe et qu'il souhaite produire d'autres épisodes de Castlevania.

## Versions
- Originellement appelé Akumajo Dracula: Circle of the Moon au Japon et Castlevania: Circle of the Moon aux États-Unis, le jeu perd son sous-titre « Circle of the Moon » lors de sa sortie en Europe.
- Circle of the Moon n’a été édité qu’en japonais et en anglais. Seule la boîte fait état de la langue française.